# Anja Maier

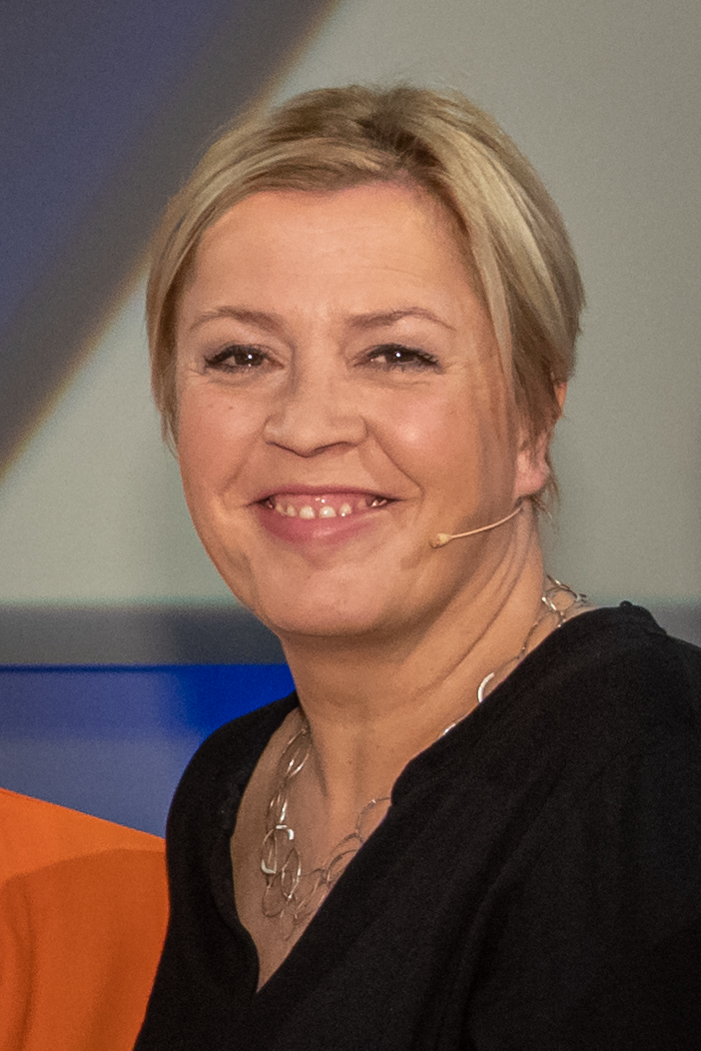
Anja Maier (2020)

Anja Maier (geboren 20. Oktober 1965 in Ost-Berlin) ist eine deutsche Journalistin und Schriftstellerin. Von 2012 bis 2020 war sie Bundestagskorrespondentin der taz und von 2012 bis 2018 Vorstandsmitglied der Bundespressekonferenz.

## Leben
Anja Maier wurde als Tochter der Ökonomin Erika Maier und des SED-Funktionärs Wilfried Maier geboren und wuchs in Ost-Berlin auf. Sie lernte Schriftsetzerin und arbeitete für einen Verlag, ein Studium an der Fachschule für Werbung und Gestaltung Berlin brach sie wieder ab. Nach dem Mauerfall ging sie zur taz und wurde dort Journalistin. Unter anderem war sie News-Redakteurin, Reporterin und „sonntaz“-Ressortleiterin.
Die Wende 1989/1990 erlebte sie in der Oranienburger Vorstadt in einem Eckhaus an der Strelitzer Straße nur wenige Meter von der Berliner Mauer entfernt wohnend, frisch geschieden vom Vater ihrer ersten Tochter. Bis zur Jahrtausendwende lebte Maier im Prenzlauer Berg und zog dann ins Berliner Umland nach Oranienburg. Ab 2012 war sie Parlamentskorrespondentin der taz, zuständig vor allem für die Union und das Kanzleramt. Von 2012 bis 2018 gehörte Maier zudem dem Vorstand der Bundespressekonferenz an. Nach drei Jahrzehnten bei der taz verließ sie diese Ende 2020. Ab 2021 war sie Parlamentskorrespondentin bei die-korrespondenten.de, wo sie für Die Zeit, die taz, die Frankfurter Rundschau und den Weser-Kurier berichtete. Seit Oktober 2022 ist Anja Maier Politik-Chefreporterin beim Focus Magazin.
Maier ist häufig Gast von Fernsehsendungen wie beispielsweise dem Presseclub, bei Maybrit Illner, dem ZDF-Morgenmagazin, im Deutschlandfunk, bei Fakt ist! sowie Gesprächsrunden bei Phoenix.
2010 veröffentlichte Maier ihr erstes Buch „Die Pubertistin“, in der sie in der Ich-Form von einer Mutter einer pubertären Tochter im Berliner Speckgürtel erzählt. Das Thema hatte sie zuvor bereits seit 2008 im zwei- bis vierwöchigen Rhythmus in ihrer Kolumne „Speckgürtel“ in der taz aufgearbeitet. 2011 stieß sie mit ihrem Buch „Lassen Sie mich durch, ich bin Mutter“ eine Debatte an, die sie gemäß der Frankfurter Rundschau zum „Sarrazin vom Prenzlauer Berg“ machte. Ihr drittes Buch „Als Oma bist du ja ganz nett“ schrieb sie gemeinsam mit der älteren ihrer beiden Töchter, der 1988 geborenen Hanna Maier, die ebenfalls Journalistin wurde.

## Rezensionen
Die Pubertistin
Für Uwe Badouin (Oberhessische Presse) war Maiers Buch „kein Ratgeber, sondern eine Art Zustandsbeschreibung. Alle, die mittendrin sind in der Pubertätsgrippe, wissen nach dem Lesen: Wir sind nicht allein. Das ist doch auch schon mal was.“
Nicola Bardola (Börsenblatt) empfahl das Buch als „ideale Einführung in das Problemfeld“ Pubertät: Maier verfüge „über eine witzig-freche Sprache, die auf adäquate Art die Problematik erfasst, indem sie etwa von ‚Emotionsdiät‘ spricht oder einen Rollentausch beschreibt, bei dem die Tochter erfolgreich mütterliche Aufgaben übernimmt.“ „Als läse man einen humorvoll-rührenden Roman, so werden hier beim Schildern vieler Konfliktfelder en passant die wesentlichen Empfehlungen gegeben, die im Umgang mit dem rebellischen Nachwuchs wichtig sind.“
Für Silke Teschner (Ärztezeitung) war das Buch ein „lustiger Lesestoff für Mütter und Töchter“ und „wunderbar ironisch und treffend“.
Lassen Sie mich durch, ich bin Mutter
Gemäß Caroline Bock (Kölnische Rundschau) gehöre das von Maier beschriebene „Klischee von der Latte-Macchiato-Mutter mit teurem Kinderwagen […] zu Berlin wie früher Harald Juhnke.“ „Im kinderreichen ‚Pregnancy Hill‘“ würden „die Kleinen schon mit vier Jahren zum Yoga, lernen Klavier spielen“ gehen und hätten „ihre Eltern fest im Griff – wenn diese nicht gerade irgendwas mit Medien machen oder die Lehrerin tyrannisieren, dass beim Schulfest auch ja Ökowürste auf den Grill kommen.“
Tanja Dückers (Die Welt) empfand, dass Maier „ein Image von ‚richtiger‘ Elternschaft“ gezeichnet habe und alle verspotte, die davon abwichen. „Auch wenn manches seine Berechtigung“ habe, störe „der Tonfall, in dem hier eine ‚erfahrene Mutter‘ anderen – wie sie meint: blöderen – Müttern den Spiegel vorhält.“
Tom Riens (Berliner Morgenpost) sah Maiers „mal akribisch, mal polemisch, mal trauernd“ in 43 Szenen aufgeschriebenes Buch als Beschreibung, „wie sich die Exheimat verändert“ hätte. Maier polarisiere mit ihrer Beschreibung der Prenzlauer Berg-Eltern mal als „postbürgerliche Eroberer“, mal als „Hedonisten“, der Mütter als „Sexymama“ oder „Rind“, der Väter als „späte Jungs“ oder „arglose Teilzeitväter“.
„Schonungslos und satirisch“ gezeichnet fand Anna-Maria Kunath (Potsdamer Neueste Nachrichten) Maiers Beschreibungen des „modernen Mutterdasein im Berliner Bezirk Prenzlauer Berg“. Als „hemmungslose Selbstgentrifizierung“ beschreibe Maier „eine Generation in angesagten Stadtvierteln, in denen nur noch Medienfuzzies und Macchiato trinkende Mütter das Sagen“ hätten und wo „antiautoritäre Erziehung […] die Kinder zu unselbständigen und egozentrischen Menschen heranwachsen“ lasse.

## Publikationen

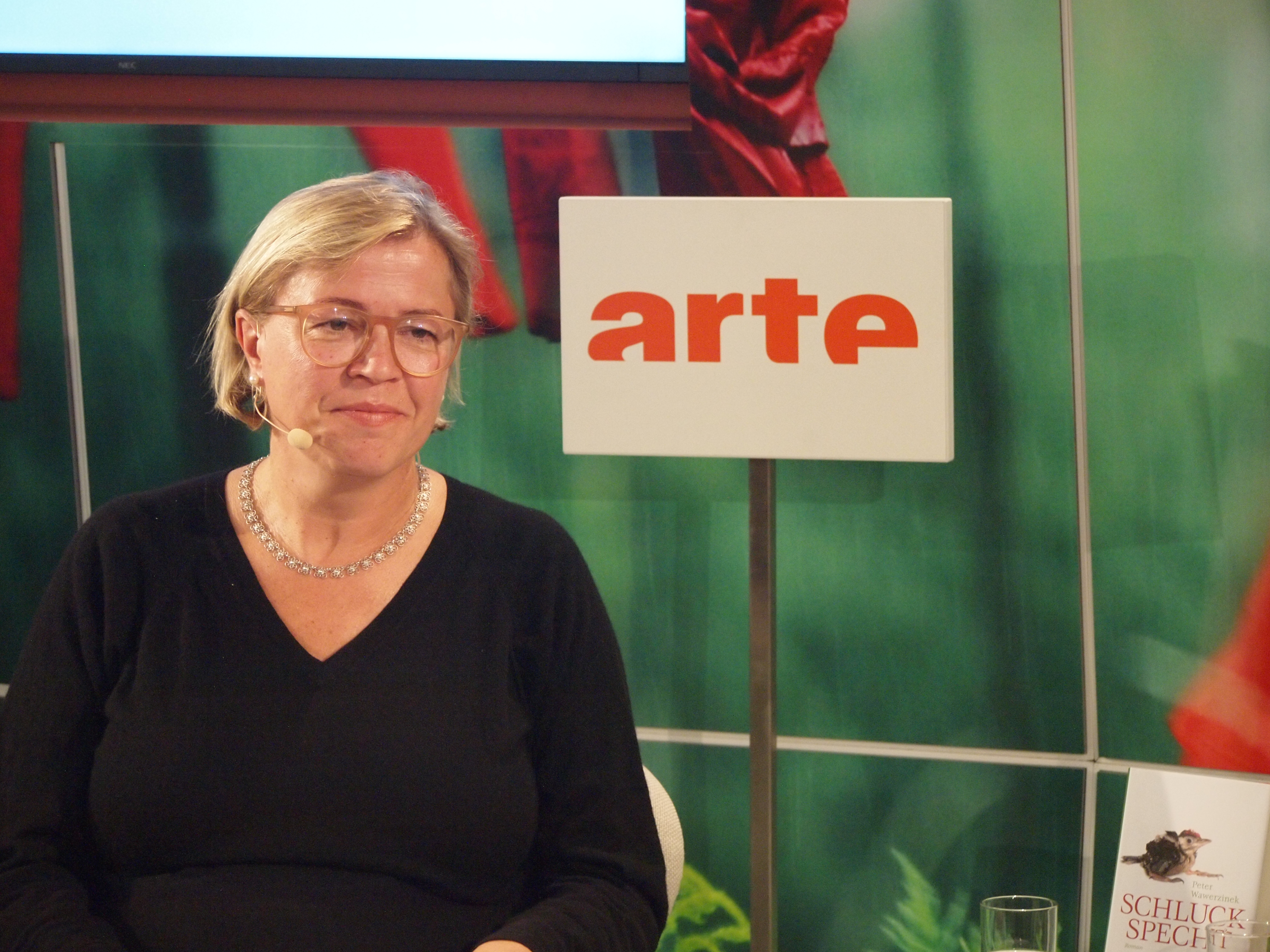
Anja Maier auf der Frankfurter Buchmesse (2014)

- Die Pubertistin: eine Herausforderung. Baumhaus-Verlag, Köln 2010, ISBN 978-3-8339-3519-0 (eingeschränkte Vorschau).
- Lassen Sie mich durch, ich bin Mutter: von Edel-Eltern und ihren Bestimmerkindern. Bastei Lübbe Taschenbuch, Köln 2011, ISBN 978-3-404-60299-5 (eingeschränkte Vorschau).
- mit Hanna Maier: Als Oma bist du ja ganz nett: wie meine Mutter ein Enkelkind bekam. Piper, München/Zürich 2014, ISBN 978-3-492-30377-4 (eingeschränkte Vorschau).
- Gucken ja. Bleiben auf gar keinen Fall. In: Moritz Kienast: I hate Berlin: Unsere überschätzte Hauptstadt. Bastei Lübbe, Köln 2011, ISBN 9783838710334, S. 47 ff. (eingeschränkte Vorschau)
- mit Andreas Krase, Ute Mahler, Jörg-Uwe Neumann, Ulrich Ptak: Sibylle: Zeitschrift für Mode und Kultur, 1956–1995. Hartmann, Stuttgart 2017, ISBN 978-3-96070-007-4.
- Wir Missvergnügten. Identität ist nichts, was man einfach so abstreift: 25 Jahre nach Mauerfall blickt eine Ostlerin zurück. In: TAZ. 23. August 2014, S. 11.